# 雅各 (西庇太之子)

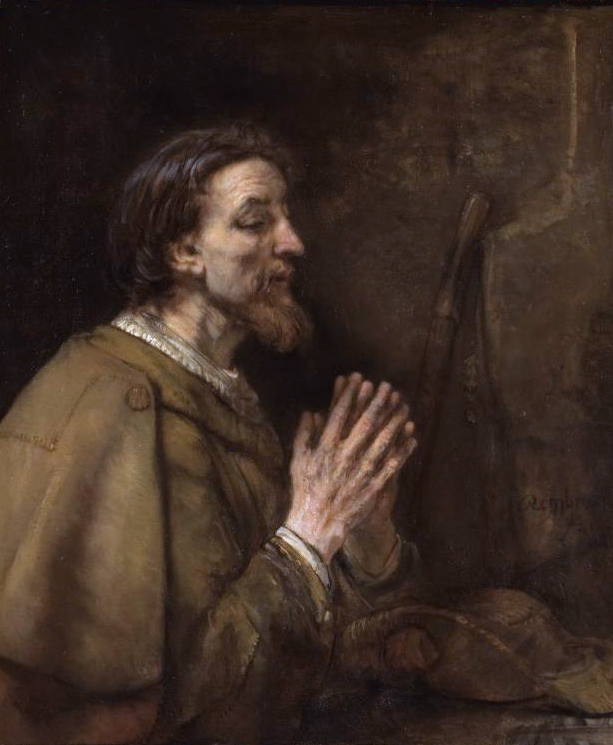
圣雅各

西庇太的儿子雅各或譯载伯德的儿子雅各伯（希伯來語： Yaʿqob，前5年44年—）是耶稣十二门徒之一，区别于亚勒腓的儿子雅各。
是西班牙、士兵、朝圣者、骑手的主保圣人，相传其遗骨葬于圣地亚哥-德孔波斯特拉，通往該城的聖雅各之路是朝圣热点。

## 文献记载

#### 王的呼召：
- 「祂從那裏往前走，看見另外兩個兄弟，就是西庇太的兒子雅各和他的兄弟約翰，正同他們的父親西庇太在船上補網，祂就呼召他們。」《馬太福音》第4章第21节参
- 「他們立刻撇下船和他們的父親，跟從了祂。」《馬太福音》第4章第22节参
- 「祂稍往前走，又看見西庇太的兒子雅各，和雅各的兄弟約翰，在船上補網。」《馬可福音》第1章第19节参
- 「祂隨即呼召他們；他們就把父親西庇太和雇工撇在船上，跟從耶穌去了。」《馬可福音》第1章第20节参
- 「西門的夥伴，西庇太的兒子雅各和約翰也是這樣。耶穌對西門說，不要怕，從今以後你要得人了。」《路加福音》第5章第10节参
- 「他們把兩隻船靠了岸，就撇下一切，跟從了耶穌。」《路加福音》第5章第11节参

#### 選立使徒：
- 「這十二使徒的名字是：頭一個，稱呼彼得的西門，還有他的兄弟安得烈；西庇太的兒子雅各，和他的兄弟約翰；」《馬太福音》第10章第2节参
- 「還有西庇太的兒子雅各，和雅各的兄弟約翰，祂又給他們起名叫半尼其，就是雷子的意思；」《馬可福音》第3章第17节参
- 「就是西門，耶穌又給他起名叫彼得，還有他的兄弟安得烈，又有雅各和約翰，腓力和巴多羅買，」《路加福音》第6章第14节参

#### 醫治病人：
- 「他們一出會堂，就同著雅各、約翰，進了西門和安得烈的家。」《馬可福音》第1章第29节参

#### 醫治血漏、復活死女：
- 「除了彼得、雅各和雅各的兄弟約翰，祂不許任何人跟著祂。」《馬可福音》第5章第37节参
- 「耶穌到了他的家，除了彼得、約翰、雅各和女孩的父母，不許別人同祂進去。」《路加福音》第8章第51节参

#### 登山變像：
- 「過了六天，耶穌帶著彼得、雅各、和雅各的兄弟約翰，暗暗的領他們上了高山，」《馬太福音》第17章第1节参
- 「過了六天，耶穌帶著彼得、雅各和約翰，暗暗的領開他們上了高山，就在他們面前變了形像，」《馬可福音》第9章第2节参
- 「說了這話以後，約有八天，耶穌帶著彼得、約翰和雅各，上山去禱告。」《路加福音》第9章第28节参

#### 為撒瑪利亞人所棄絕：
- 「祂的門徒雅各、約翰看見了，就說，主阿，你要我們吩咐火從天上降下來，燒滅他們麼？」《路加福音》第9章第54节参

#### 教導登寶座的路：
- 「那時，西庇太兒子的母親，同她兒子們（雅各、約翰）進前來拜耶穌，求祂一件事。」《馬太福音》第20章第20节参
- 「西庇太的兒子雅各和約翰到耶穌跟前來，對祂說，夫子，我們無論向你求甚麼，願你給我們作。」《馬可福音》第10章第35节参
- 「那十個聽見，就開始惱怒雅各和約翰。」《馬可福音》第10章第41节参

#### 示以要來的事：
- 「耶穌在橄欖山上對著殿坐著，彼得、雅各、約翰和安得烈，暗暗的問祂說，」《馬可福音》第13章第3节参

#### 經歷客西馬尼：
- 「於是帶著彼得，和西庇太的兩個兒子（雅各、約翰）到一邊去，就憂愁起來，極其難過，」《馬太福音》第26章第37节参
- 「於是帶著彼得、雅各和約翰同去，就驚恐起來，極其難過，」《馬可福音》第14章第33节参

#### 同信徒行動生活：
- 「有西門彼得，和稱為低土馬的多馬，並加利利的迦拿人拿但業，還有西庇太的兩個兒子（雅各、約翰），又另有兩個門徒，都在一處。」《約翰福音》第21章第2节参

#### 持續禱告：
- 「他們進了城，就上了所住的一間樓房，在那裏有彼得、約翰、雅各、安得烈、腓力、多馬、巴多羅買、馬太、亞勒腓的兒子雅各、熱烈派的西門和雅各的兄弟猶大。」《使徒行傳》第1章第13节参

#### 雅各的殉道：
- 「用刀殺了約翰的哥哥雅各。」《使徒行傳》第12章第2节参

## 蒙召的经过
当彼得（伯多禄）把船借给耶稣用，并顺服主的指示下网，圈住许多鱼时，雅各被招呼前去帮助，把鱼装满了两条船，在惊讶之时，听见主呼召的应许：“要得人如得鱼”，他便与彼得他们一同撇下所有的，跟从主耶稣，作得人的渔夫（《路加福音》第5章第4节至第11节参）。

## 一生的事迹
1. 个性的改变：雅各本来的个性是相当猛烈如暴躁的，如有一次因撒马利亚的一个村庄的人不肯接待耶稣，他就向主建议，求主从天上降火下来，烧灭这些对神的儿子侮慢的人，如古时以利亚求神用火烧死那轻慢先知的人一样（《路加福音》第9章第51节至第54节参），所以耶稣为他取个外号，叫半尼其（Boanerges），就是雷子的意思（《馬可福音》第3章第17节参）；但后来因着耶稣的训诲和圣灵内住之改变，成为一个能接纳，宽容人的使徒。
2. 最先殉道：五旬节圣灵降临之后，使徒们勇敢为耶稣作见证，神迹显明，信徒相爱，使很多人归信耶稣，但更引起很多人的怨恨，而逼迫，阻挡门徒。聖經記載希律王（傳統上認為是希律亚基帕一世）用刀處決了雅各（《使徒行傳》第12章第1节至第2节参） 。雅各成为第一位殉道的使徒。

## 身份
母亲撒罗米（撒罗默）是耶稣的母亲马利亚（玛利亚）的妹妹，传说她在丈夫西庇太死后也跟随了耶稣。雅各、约翰两兄弟在跟随耶稣之前都曾经是施洗约翰的门徒，因脾气暴躁，两兄弟皆被耶稣称为雷霆之子。他们对于「以色列复兴」、「挣脱罗马帝国的殖民统治」以及「恢复大卫（达味）王朝的光荣」有着高度的热忱。这也是他们跟随施洗约翰或耶稣的原始动机。直到他们目睹复活的基督以后，才激发他们宣扬福音的意识与使命。 

## 个人标志
圣雅各的贝壳（扇贝）：朝圣者把它装饰在头发或者衣服上，是长途旅行的标志和见证。